# Roger Guit
Pour les articles homonymes, voir Guit.
Roger Guit est un artiste peintre et dessinateur français né le 8 mai 1889 à Pessac-sur-Dordogne (Gironde), qui vécut dans le 18e arrondissement de Paris (Montmartre) et qui est mort le 23 mai 1978 à Labruyère (Oise).

## Biographie

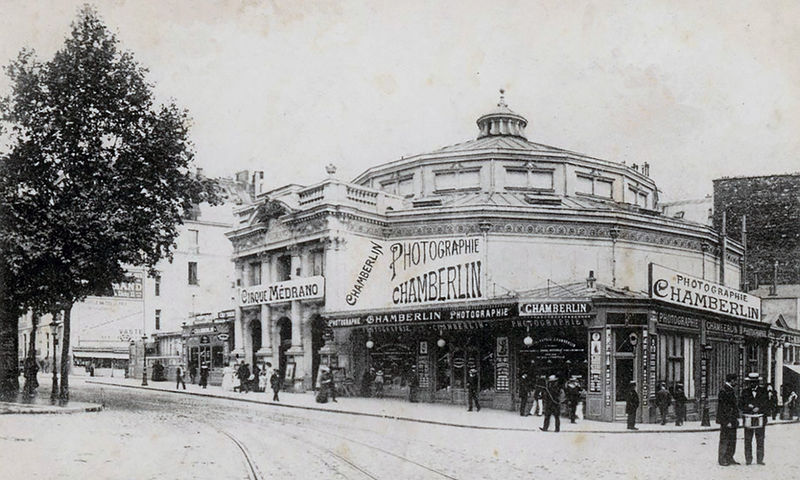
Cirque Medrano, Paris

Si l'on connaît au montmartrois Roger Guit, après qu'il fût élève de Léon Bonnat et Eugène Carrière, des peintures de paysages, d'autres liées aux thèmes du ballet classique et du théâtre ambulant, des portraits dont, dans le monde de la chanson, ceux de Nita Corelli et de Charles Trenet, il fréquentait le monde du cirque et c'est largement ce thème qui domine dans son œuvre (on lui doit ainsi entre autres la couverture du programme du cirque Medrano - Medrano Boum-Boum - en 1950).
Roger Guit fut de la sorte proche du peintre Edmond Heuzé, lié à ce même thème, dont il dessina un portrait, de l'écuyer Yves de La Cour ou des clowns Albert Fratellini et Auguste Boulicot dont il peignit ou dessina de même plusieurs portraits et du poète prolétarien, historien du cirque et directeur du Théâtre des Deux Ânes Tristan Rémy dont il réalisa l'ex-libris de la bibliothèque.

## Expositions

### Expositions collectives
- Participations non datées : Salon de la Société nationale des beaux-arts, Salon des indépendants, Paris[6].

### Expositions personnelles
- Cirque Medrano, Paris, octobre-novembre 1950[1].
- Jean Hœbanx, commissaire-priseur, vente de l'atelier Roger Guit, Hôtel Drouot, Paris, 9 juin 1977[7].

## Collections publiques

### France
- Musée Carnavalet, Paris :

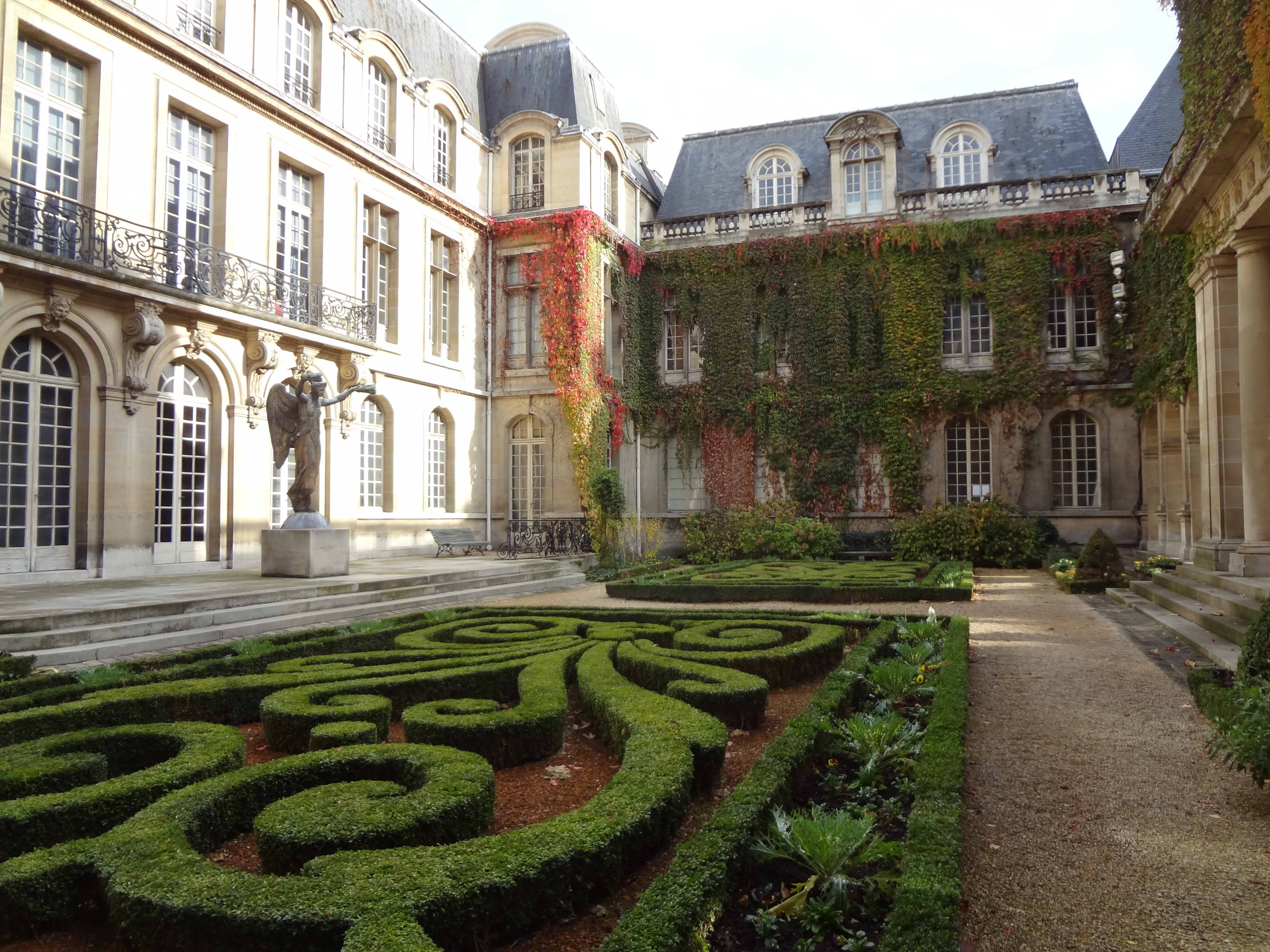
Musée Carnavalet, Paris

  - Le conseil de ville au Moyen Âge, dessin[8] ;
  - La municipalité de Paris sous l'Ancien régime, dessin[9] ;
  - L'administration municipale depuis la révolution, dessin[10] ;
  - L'administration préfectorale et la municipalité de nos jours, dessin[11] ;
  - Portrait de Louis Beydts, encre de Chine, 1942[12],[13] ;
  - Portrait de Marcel Delannoy, encre de Chine, 1942[14],[13].
  - Portrait de Claude Delvincourt, encre de Chine, 1942[15],[13] ;
  - Portrait d'Henry Février, encre de Chine, 1942[16],[13] ;
  - Portrait de Philippe de Froberville, encre de Chine, 1942[17],[13] ;
  - Portrait d'Arthur Honegger, encre de Chine, 1942[18],[13] ;
  - Portrait de Jean Hubeau, encre de Chine, 1942[19],[13] ;
  - Portrait de Paul Le Flem, encre de Chine, 1942[20],[13] ;
  - Portrait de César Sautereau, encre de Chine, 1942[21],[13] ;
  - Portrait de Florent Schmitt, encre de Chine, 1942[22],[13] ;
  - Portrait de Maurice Thiriet, encre de Chine, 1942[23],[13] ;
  - Femmes élégantes discutant devant la Naumachie du parc Monceau, dessin, 1942[24];
  - Scène au Parc Monceau, dessin, 1942[25] ;
  - File d'attente pendant l'Occupation devant la vitrine de la pâtisserie "La Marquise", encre de Chine, 1942[26] ;
  - File d'attente pendant l'Occupation devant une crêperie, dessin à la pierre noire, 1943[27] ;
  - Portrait de la reine Amélie du Portugal, encre de Chine, 1943[28] ;
  - Portrait de Madame Rondal-Bouriat, dame d'honneur de la reine Amélie du Portugal, encre de Chine, 1943[29] ;
  - Projet d'affiche pour l'exposition de photographies et de documents sur la Libération de Paris, crayon et gouache, 1944[30] ;
  - Portrait du peintre Edmond Heuzé, dessin, 1946[4].
- Bibliothèque nationale de France, Paris, Scènes de cirque, dessins, pastels et gouaches.
- Centre national des arts plastiques, Paris, dont dépôt : Conservatoire national supérieur d'art dramatique, Portrait du clown Porto[31].
- Fonds d'art contemporain - Paris Collections, Paris, Schubert, gouache 46x38cm, acquisition 1943[32].

### Royaume-Uni
- World Rugby Museum (en), Stade de Twickenham, Rugby Line Out, huile sur toile, 1940[33].